# Threskiornis bernieri
Threskiornis bernieri е вид птица от семейство Ибисови (Threskiornithidae). Видът е застрашен от изчезване.

## Разпространение
Видът е разпространен в Мадагаскар и Сейшелите.